# Liptena xanthis
Liptena xanthis är en fjärilsart som beskrevs av Holland 1890. Liptena xanthis ingår i släktet Liptena och familjen juvelvingar. Inga underarter finns listade i Catalogue of Life.